# Yaxhachén
Yaxhachén es una localidad del municipio de Oxkutzcab en el estado de Yucatán, México.

## Toponimia
El nombre (Yaxhachén) proviene del idioma maya, posiblemente de ya'ax ja' (agua verde; verdín) y de ch'e'en (pozo).

## Hechos históricos
- En 1910 cambia su nombre de Yaxachén a Yaxhachén.

## Demografía
Según el censo de 2005 realizado por el INEGI, la población de la localidad era de 1517 habitantes, de los cuales 754 eran hombres y 763 eran mujeres.
| 61                          | 90 | 105 | 136 | 194 | 253 | 250 | 401 | 618 | 892 | 1084 | 1320 | 1517 |
| (Fuente: INEGI [Consultar]) |    |     |     |     |     |     |     |     |     |      |      |      |